# Fujiwara no Moroane
Fujiwara no Moroane est un nom japonais traditionnel ; le nom de famille (ou le nom d'école), Fujiwara, précède donc le prénom (ou le nom d'artiste).
Fujiwara no Moroane (藤原諸姉) est une femme de la noblesse japonaise et belle-sœur de l'empereur Kanmu
Moroane est membre du clan Fujiwara. Son père est Fujiwara no Yoshitsugu, sa mère Abe no Komina.
Sa sœur est l'impératrice Fujiwara no Otomuro, épouse de l'empereur Kanmu. Moroane est tante des empereurs Heizei et Saga.
Moroane épouse le courtisan Fujiwara no Momokawa. Leurs enfants sont :
- Fujiwara no Otsugu[7]
- Fujiwara no Tsugunari
- Fujiwara no Tabiko[8].
- Fujiwara no Tarashiko[9].

## Source de la traduction
- (en) Cet article est partiellement ou en totalité issu de l’article de Wikipédia en anglais intitulé « Fujiwara no Moroane » (voir la liste des auteurs).